# Marcel Gumbs
Marcel Gumbs (Nacido el 26 de febrero de 1953) es un empresario de San Martín (Países Bajos) que ha sido el segundo ministro de ese territorio neerlandés desde el 19 de diciembre de 2014. Fue seleccionado como primer ministro en el acuerdo de coalición entre el Partido del Pueblo Unido y de los miembros independientes del Parlamento Cornelio Weever y Leona Marlin-Romeo. Antes de convertirse en primer ministro sirvió como miembro en el Consejo de asesores de San Martín. Él juró el cargo con su gabinete el 19 de diciembre de 2014.
Marcel Gumbs nació el 26 de febrero de 1953 en la isla de Curazao en ese entonces parte de las Antillas Neerlandesas. Cuando era un niño Gumbs asistió a la Escuela de San José en San Martín.
Comenzó su carrera en 1983, en calidad de observador en el Parlamento de las Antillas Neerlandesas por el Partido Democrático (DP). En ese mismo año, se postula a sí mismo para la elección del Consejo insular, pero no obtuvo los votos suficientes para ser elegido. En el 1985 en las elecciones parlamentarias Gumbs recibió 218 votos y fue elegido al parlamento para su primer mandato. En 1990, cuando el líder del DP Claude Wathey se negó a aceptar su escaño parlamentario, Gumbs habiendo recibido la siguiente votación más alta, juro en su segunda legislatura. Para las elecciones parlamentarias de 1994, Gumbs lideró el DP y fue elegido para un tercer mandato con un récord personal de 919 votos. Después de recibir 416 votos en las elecciones parlamentarias de 1998, Gumbs se convirtió en un ministro en el gabinete de la primera ministra Susanne Camelia-Römer. 